# Бели Тимок
Бели Тимок је река у источној Србији која настаје код Књажевца спајањем Сврљишког и Трговишког Тимока, одатле тече на север паралелно са границом Србије и Бугарске на истоку и планином Тупижницом на западу. Код града Зајечара Бели Тимок спаја се са Црним Тимоком са којим чини Велики Тимок или само Тимок. Бели Тимок има дужину од 49 km (са Сврљишким 115 km). Слив Белог Тимока захвата површину 1.096 km². Раније је био познат под називом Књажевачки Тимок.
Долина му је широка и густо насељена. Ширина прелази 1 500 m. Река тече и образује меандре, који успоравају отицање и изазивају изливање воде приликом отапања снега у сливовима њених саставница, као и после јачих и дужих киша. Код села Вратаница усекао је 5 km дугу у 190 m дубоку клисуру, која је граница између Књажевачке котлине на југу у Зајечарске котлине на северу. Просечан годишњи протицај код Књажевца је 11,7 m³/s, а код Зајечара 17 m³/s. Највећи забележени протицај на ушћу био је 254 m³/s, а најмањи 0,125 m³/s. Речна мрежа у сливу Белог Тимока густа је и износи 873 м/km², али велики број притока пресуши нарочито током лета. Међу њима највеће су Јелашничка, Коритска, Селачка, Грилшка и Лубничка река Главне притоке су Јелашничка и Коритска река с десне и Грлишка и Лубничка река с леве стране. На Грлишкој реци изграђено је вештачко језеро запремине 12 милиона m³, његова основна функција је снабдевање водом града Зајечара.
Река је почетком јула 2007. два пута доживела еколошку катастрофу, након изливања амонијака из књажевачких фабрика и канализације.